# Istanbul Cup 2017
Istanbul Cup 2017, oficiálně se jménem sponzora TEB BNP Paribas İstanbul Cup 2017, byl tenisový turnaj pořádaný jako součást ženského okruhu WTA Tour, který se hrál na otevřených antukových dvorcích městského areálu. Konal se mezi 24. až 30. dubnem 2017 v turecké metropoli Istanbulu jako jubilejní desátý ročník turnaje.
Turnaj s rozpočtem 250 000 dolarů patřil do kategorie WTA International Tournaments. Nejvýše nasazenou hráčkou ve dvouhře se stala světová třináctka Elina Svitolinová z Ukrajiny. Jako poslední přímá účastnice do dvouhry nastoupila belgická 121. hráčka žebříčku Maryna Zanevská.
Sedmý singlový titul kariéry na okruhu WTA Tour vybojovala Ukrajinka Elina Svitolinová. Premiérovou společnou trofej ze čtyřhry si odvezl slovinsko-ukrajinský pár Dalila Jakupovićová a Nadija Kičenoková.

## Distribuce bodů a finančních odměn

### Distribuce bodů
| Soutěž  | vítězky | finalistky | semifinalistky | čtvrtfinalistky | 16 v kole | 32 v kole | Q  | Q3 | Q2 | Q1 |
| ------- | ------- | ---------- | -------------- | --------------- | --------- | --------- | -- | -- | -- | -- |
| dvouhra | 280     | 180        | 110            | 60              | 30        | 1         | 18 | 14 | 10 | 1  |
| čtyřhra | 280     | 180        | 110            | 60              | 1         | —         | —  | —  | —  | —  |

### Finanční odměny
| Soutěž                                | vítězky | finalistky | semifinalistky | čtvrtfinalistky | 16 v kole | 32 v kole | Q2     | Q1   |
| ------------------------------------- | ------- | ---------- | -------------- | --------------- | --------- | --------- | ------ | ---- |
| dvouhra                               | $43 000 | $21 400    | $11 500        | $6 175          | $3 400    | $2 100    | $1 020 | $600 |
| čtyřhra                               | $12 300 | $6 400     | $3 435         | $1 820          | $960      | —         | —      | —    |
| částky ve čtyřhře jsou uváděny na pár |         |            |                |                 |           |           |        |      |

## Ženská dvouhra

### Nasazení
| Stát                          | Hráčka                | WTA | Nasazení |
| ----------------------------- | --------------------- | --- | -------- |
| Ukrajina                      | Elina Svitolinová     | 13. | 1.       |
| Maďarsko                      | Tímea Babosová        | 30. | 2.       |
| Rumunsko                      | Irina-Camelia Beguová | 33. | 3.       |
| Kanada                        | Eugenie Bouchardová   | 58. | 4.       |
| Rumunsko                      | Sorana Cîrsteaová     | 62. | 5.       |
| Belgie                        | Elise Mertensová      | 66. | 6.       |
| Bulharsko                     | Cvetana Pironkovová   | 70. | 7.       |
| Německo                       | Andrea Petkovicová    | 75. | 8.       |
| Žebříček WTA k 17. dubnu 2017 |                       |     |          |

### Jiné formy účasti
Následující hráčky obdržely divokou kartu do hlavní soutěže:
- Ayla Aksuová
- İpek Soyluová
- Dajana Jastremská

Následující hráčky postoupily z kvalifikace:
- Alexandra Cadanțuová
- Başak Eraydınová
- Fiona Ferrová
- Viktorija Kamenská
- Jelizaveta Kuličkovová
- Conny Perrinová

Následující hráčka postoupila z kvalifikace jako tzv. šťastná poražená:
- Anna Kalinská

### Odhlášení
před zahájením turnaje
- Lara Arruabarrenová → nahradila ji  Sara Sorribesová Tormová
- Vania Kingová → nahradila ji  Čang Kchaj-čen
- Magda Linetteová → nahradila ji  Kateryna Kozlovová
- Julia Putincevová → nahradila ji  Çağla Büyükakçay
- Patricia Maria Țigová → nahradila ji  Maryna Zanevská
- Wang Čchiang → nahradila ji  Sara Erraniová

## Ženská čtyřhra

### Nasazení
| Stát                                                                       | Hráčka             | Stát       | Hráčka           | WTA  | Nasazení |
| -------------------------------------------------------------------------- | ------------------ | ---------- | ---------------- | ---- | -------- |
| Čínská Tchaj-pej                                                           | Sie Šu-wej         | Turecko    | İpek Soyluová    | 124. | 1.       |
| Argentina                                                                  | María Irigoyenová  | Polsko     | Paula Kaniová    | 142. | 2.       |
| Japonsko                                                                   | Nao Hibinová       | Černá Hora | Danka Kovinićová | 148. | 3.       |
| USA                                                                        | Nicole Melicharová | Belgie     | Elise Mertensová | 155. | 4.       |
| Žebříček WTA k 17. dubnu 2017; číslo je součtem umístění obou členek páru. |                    |            |                  |      |          |

### Jiné formy účasti
Následující páry obdržely divokou kartu do hlavní soutěže:
- Ayla Aksuová /  Dajana Jastremská
- Pemra Özgenová /  Melis Sezerová

## Přehled finále

### Ženská dvouhra
- Elina Svitolinová vs.  Elise Mertensová, 6–2, 6–4

### Ženská čtyřhra
- Dalila Jakupovićová /  Nadija Kičenoková vs.  Nicole Melicharová /  Elise Mertensová, 7–6(8–6), 6–2